# Xiong Rui
Xiong Rui (chinesisch 熊芮; * 2. August 1993) ist eine chinesische Badmintonspielerin.

## Karriere
Xiong Rui gewann bei der Junioren-Badmintonasienmeisterschaft 2011 Bronze im Damendoppel, Bronze im Mixed und Gold mit dem chinesischen Team. Bei den Australia Open 2011 belegte sie Rang drei im Damendoppel mit Ou Dongni. 2011 und 2012 startete sie in der chinesischen Badminton-Superliga, 2013 bei den Australia Open und den New Zealand Open. Bei letztgenannter Veranstaltung wurde sie Dritte im Damendoppel.